# Rumen Gyonov
Rumen Gyonov (Bulgarian: Румен Гьонов; sinh 9 tháng 5 năm 1992) là một cầu thủ bóng đá Bulgaria thi đấu ở vị trí hậu vệ cho Vitosha Bistritsa.

## Sự nghiệp

### Vitosha Bistritsa
Gyonov ra mắt tại First League cho Vitosha Bistritsa trong trận đấu trước Cherno More Varna.

## Thống kê sự nghiệp

### Câu lạc bộ
Tính đến 23 tháng 7 năm 2017 
| Thành tích câu lạc bộ | Thành tích câu lạc bộ | Thành tích câu lạc bộ | Giải vô địch | Giải vô địch | Cúp                  | Cúp                  | Châu lục | Châu lục  | Khác | Khác      | Tổng | Tổng      | Tổng |
| Câu lạc bộ            | Giải vô địch          | Mùa giải              | Trận         | Bàn thắng    | Trận                 | Bàn thắng            | Trận     | Bàn thắng | Trận | Bàn thắng | Trận | Bàn thắng |      |
| Bulgaria              | Bulgaria              | Bulgaria              | Giải vô địch | Giải vô địch | Cúp bóng đá Bulgaria | Cúp bóng đá Bulgaria | Châu Âu  | Châu Âu   | Khác | Khác      | Tổng | Tổng      |      |
| --------------------- | --------------------- | --------------------- | ------------ | ------------ | -------------------- | -------------------- | -------- | --------- | ---- | --------- | ---- | --------- | ---- |
| Vitosha Bistritsa     | Second League         | 2016–17               | 29           | 0            | 1                    | 0                    | –        | –         | 1    | 0         | 31   | 0         |      |
| Vitosha Bistritsa     | First League          | 2017–18               | 2            | 0            | 0                    | 0                    | –        | –         | 0    | 0         | 2    | 0         |      |
| Vitosha Bistritsa     | Tổng                  | Tổng                  | 31           | 0            | 1                    | 0                    | 0        | 0         | 1    | 0         | 33   | 0         |      |
| Thống kê sự nghiệp    | Thống kê sự nghiệp    | Thống kê sự nghiệp    | 31           | 0            | 1                    | 0                    | 0        | 0         | 1    | 0         | 33   | 0         |      |